# طوطی خورشیدی
طوطی خورشیدی (نام علمی: Aratinga solstitialis) نام یک گونه از سرده دم‌قیفی‌ها است.

## نگارخانه

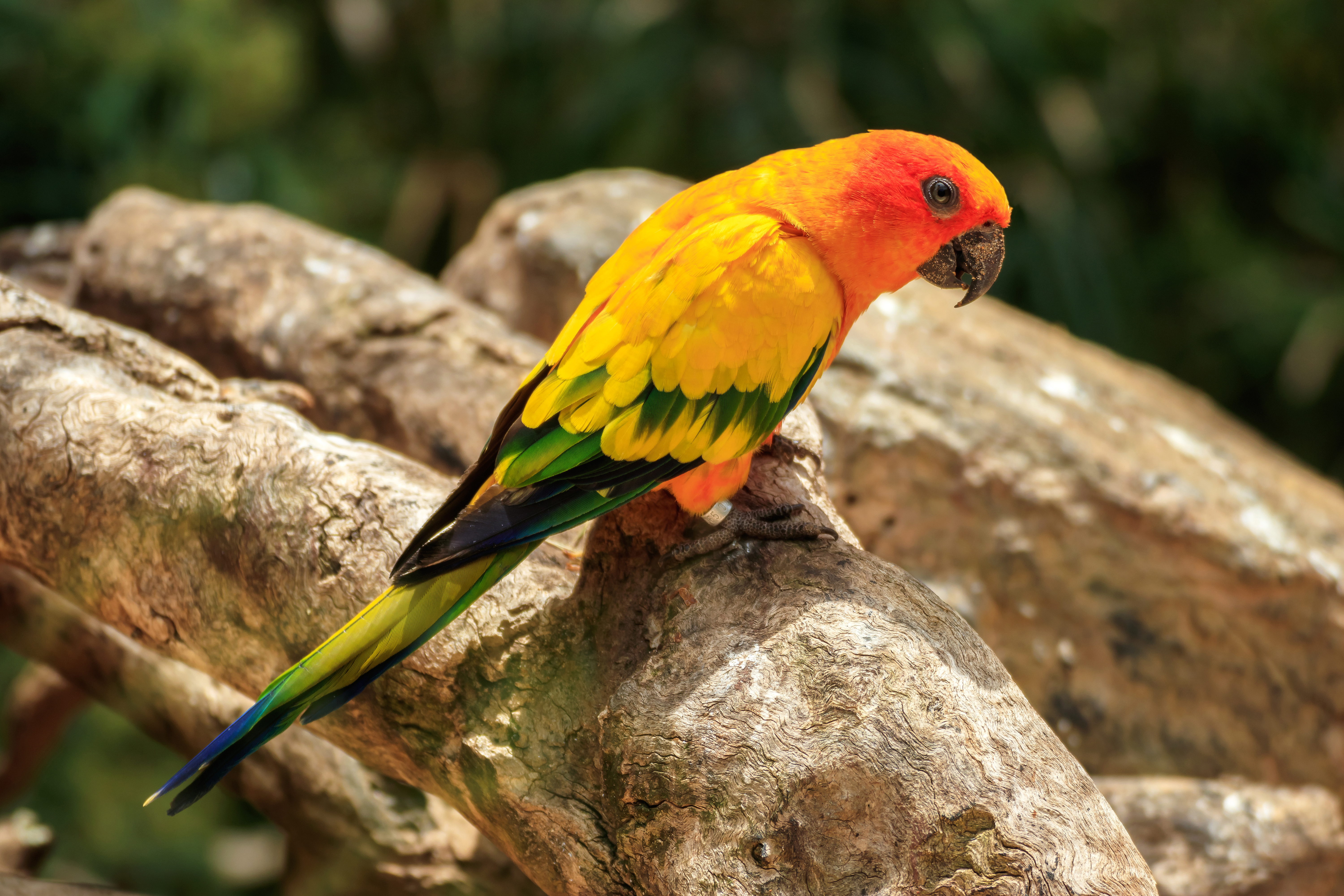
تصویری از یک طوطی خورشیدی